# No Need to Argue
A No Need to Argue című album a  The Cranberries-től 1994-ben jelent meg.

## Számok
All lyrics by Dolores O'Riordan, all music by O'Riordan / Noel Hogan except tracks 4, 7, 10-13 by O'Riordan.
1. "Ode To My Family" – 4:31
2. "I Can't Be With You" – 3:07
3. "Twenty One" – 3:07
4. "Zombie" – 5:06
5. "Empty" – 3:26
6. "Everything I Said" – 3:52
7. "The Icicle Melts" – 2:54
8. "Disappointment" – 4:14
9. "Ridiculous Thoughts" – 4:31
10. "Dreaming My Dreams" – 3:37
11. "Yeats's Grave" – 2:59
12. "Daffodil Lament" – 6:14
13. "No Need to Argue" – 4:31